# Mestres Pies Filippini
Les Mestres Pies Filippini són una congregació religiosa femenina de dret pontifici. Les seves germanes posposen al nom le sigles M.P.F.

## Història
La congregació neix com a escissió de la de les Mestres Pies Venerini, que havia fundat Rosa Venerini per mandat del cardenal Marcantonio Barbarigo, bisbe de Montefiascone, per educar les noies del poble sense recursos. El bisbe, però, no volia que la congregació sortís de l'àmbit de la diòcesi. Per això, en 1707 una de les germanes, Lucia Filippini (1672-1732), amb l'ajut de l'almoiner pontifici Alessandro Bonaventura i dels Pius Obrers Catequistes Rurals que regien la parròquia de San Lorenzo ai Monti, obrí una escola a Roma i donà origen a una branca independent de l'institut de Venerini.
Acusada de quietisme, com els Pius Obrers, Filippini hagué de tancar l'escola. El 1708 en fundà una altra vora l'església de Santa Maria in Traspontina i continuà la tasca. Quan morí en 1732, la nova congregació comptava amb unes quaranta escoles a Roma, el Laci i el Gran Ducat de Toscana, on foren cridades per Cosme III de Mèdici.
En 1728 la congregació fou posada per Lleó XII sota la dependència de l'almoiner apostòlic, jurisdicció que tingué fins al 1963, quan passà al control de la Congregació per als Instituts de Vida Consagrada i les Societats de Vida Apostòlica.

## Activitat i difusió
Les Mestres Pies Filippini es dediquen a la instrucció i l'educació cristiana de joves. A més d'Itàlia, són presents a: Albània, Brasil, Eritrea, Etiòpia, Índia, Irlanda, Regne Unit i Estats Units. En començar 2006 eren 750 religioses en 110 cases.